# Bel (rivier)

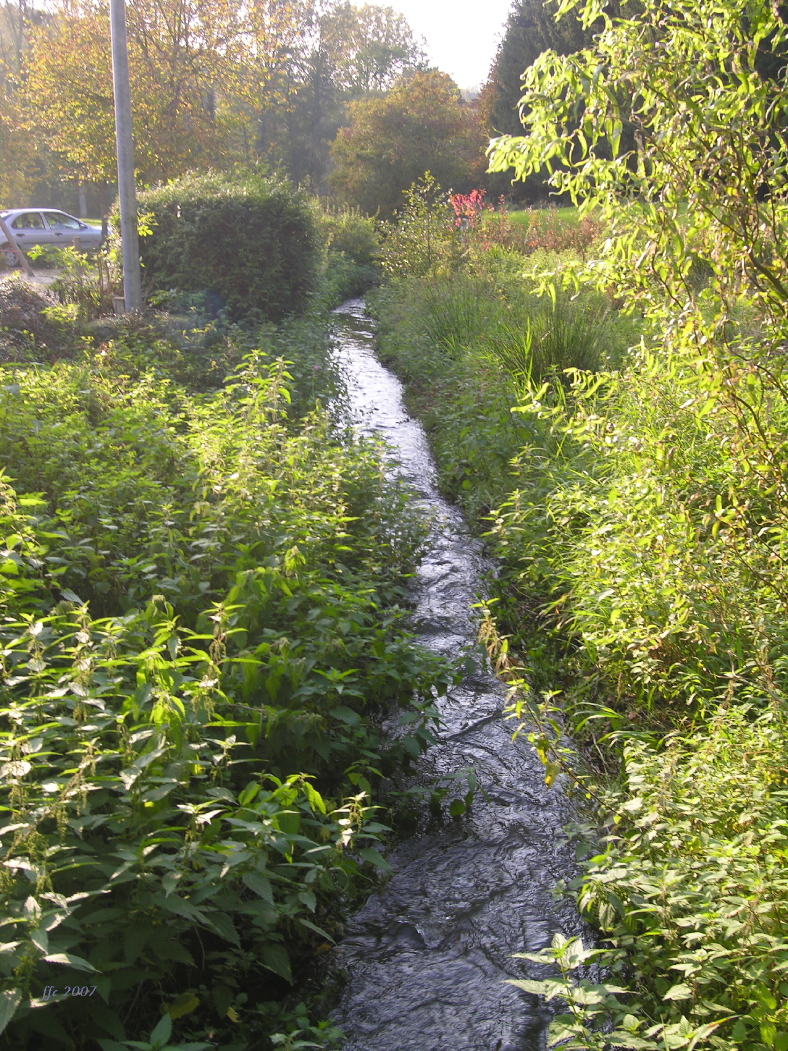
De Bel nabij Godsdal

De Bel is een riviertje in de provincie Luik in België. Het is een zijrivier van de Berwijn.
De samenvloeiing ligt in de gemeente Aubel naast de Abdij van Val-Dieu (Godsdal) in het Luikse Land van Herve.